# مصعد (فلم 2011)
مصعد فيلم رعب أمريكي من عرض لأول مره في 20 يناير 2011 من إخراج ستيغ سفندسن وبطولة كريستوفر باكوس جون جيتز وغيرهم الفيلم يحكي قصة مجموعة أناس أشخاص يحبسو داخل مصعد وتحصل لهم امور مخيفة مرعبة.

## قصة الفيلم
الفلم يتكلم عن مجموعة يعلقون في مصعد وبدون ان يجدوا أي حلٍ للخروج المُناسب، المتواجدون هُم (إمرة عجوز – امرأة هامل – خطيبان – امرأة حامل – مُسلم – يهودي – وسمين – وعجوزٌ مع حفيدته) أي تسعة اشخاص دون حسبة الجنين، علقوا في مصعدٍ وشيء فشيء تبدأ الأمور بالتأزم أكثر وأكثر، مابين مشاكل فيما بينهم من جهة واخرى من حقايق وامور يعرفونها اثناء تواجدهم، اليهودي يُعاني من مرض أو حالة نفسية وهي الخوف من الأماكن الضيقة، وتبدأ الأمور بالتأزم أكثر فأكثر.

## روابط خارجية
- مقالات تستعمل روابط فنية بلا صلة مع ويكي بيانات
- Stig & Tehmina Interview